# Женская земледельческая армия

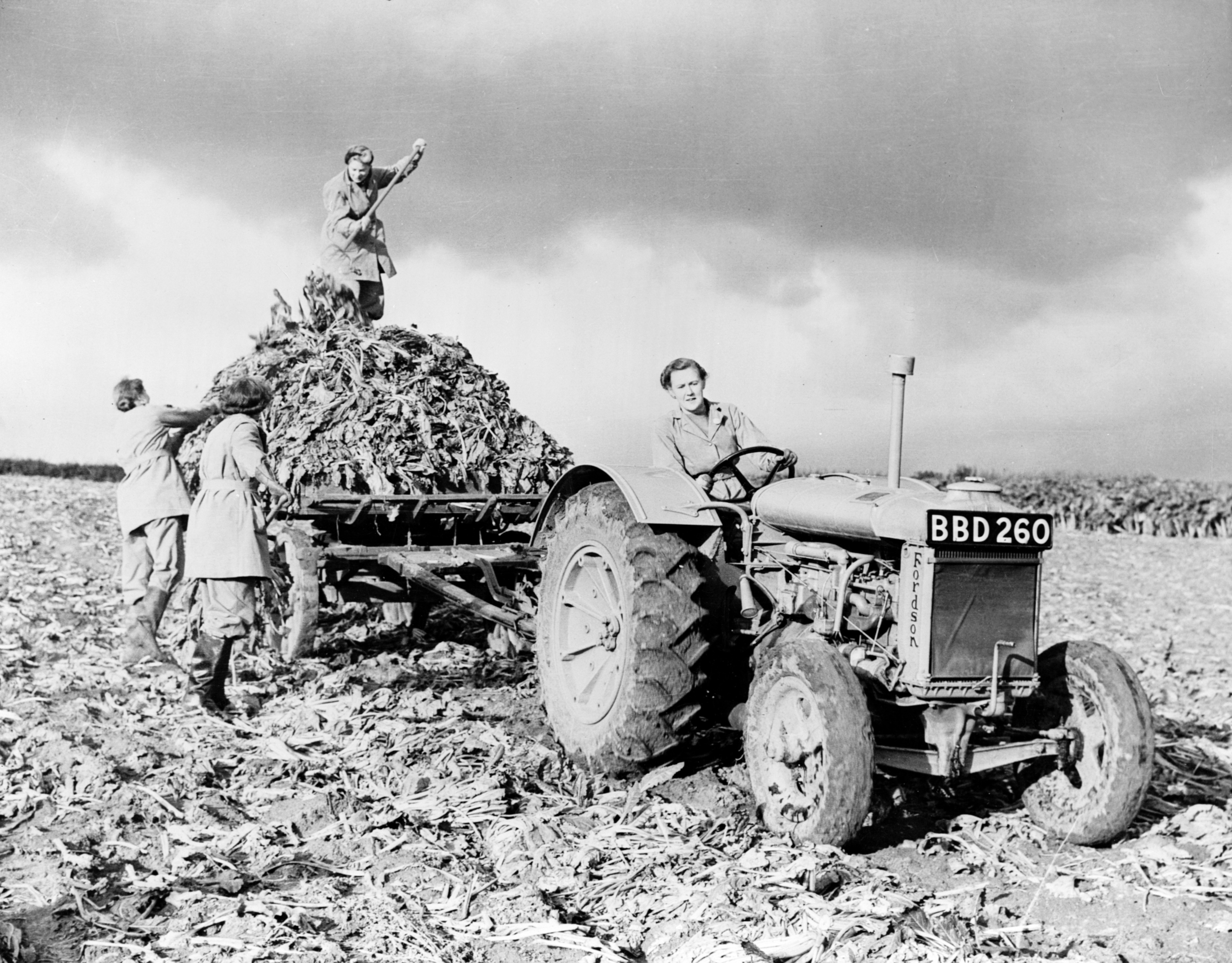
Участницы WLA на уборке свёклы (1942/43)

Женская земледельческая армия (англ. Women's Land Army, WLA) — британская гражданская организация, созданная во время Второй мировой войны, чтобы женщины могли работать в сельском хозяйстве, возрождая расформированную организацию Первой мировой войны и заменяя мужчин, призванных в армию. Женщины, работавшие на WLA, были широко известны как Land Girls или Land Lassies. Фактически Земледельческая армия размещала женщин на фермах, где требовались рабочие, причём фермеры были их работодателями. Land Girls собирали урожай и выполняли всю мужскую работу. Среди известных членов — Джоан Куэннелл, впоследствии член парламента; Джон Стюарт Коллис, ирландский писатель и пионер экологического движения; Лили Читти, археолог; Этель Томас, ботаник.

## История

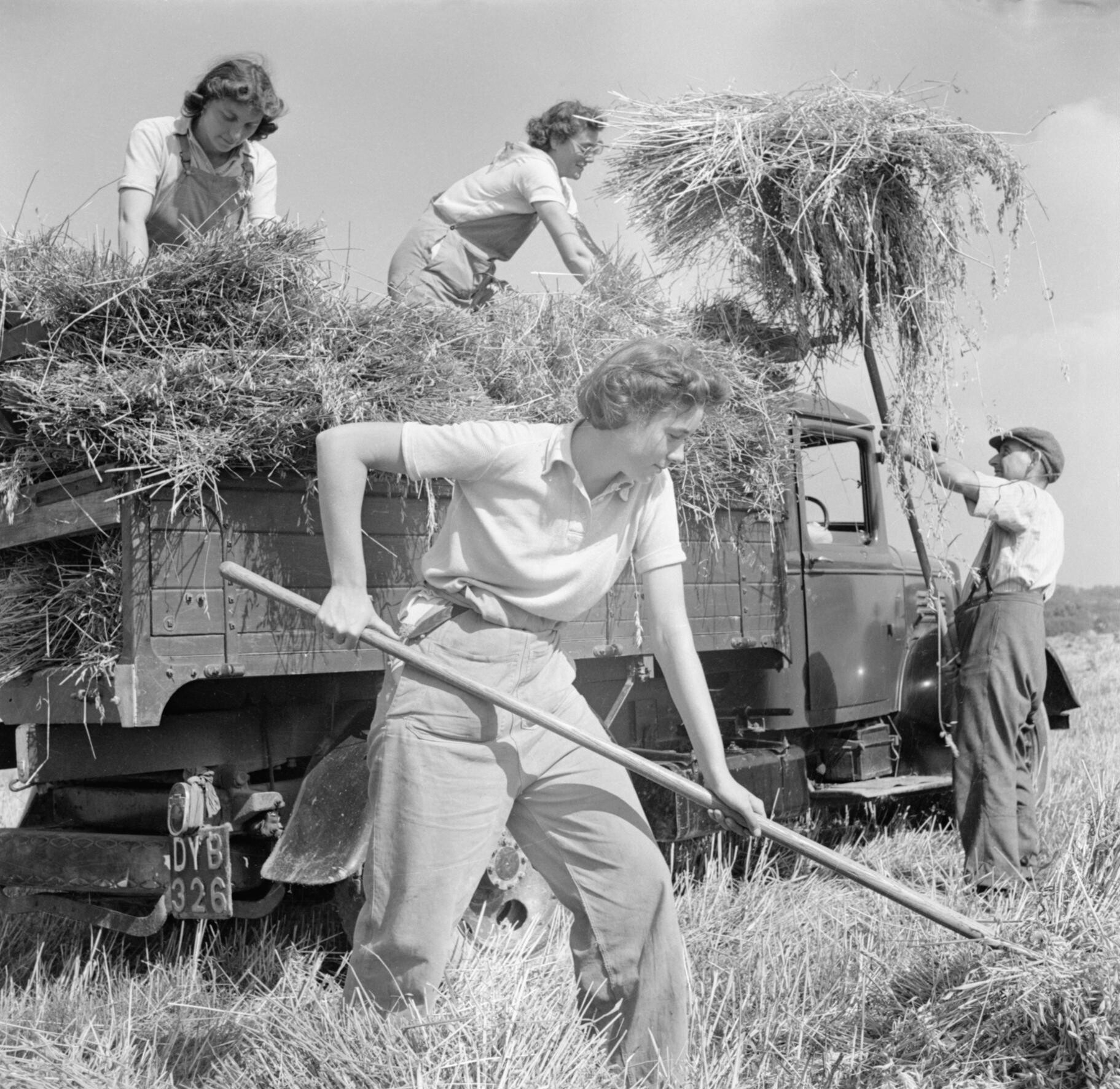
Сбор урожая в Маунт-Бартон (Девон, 1942)

Поскольку война с фашистской Германией становилась всё вероятнее, правительство хотело увеличить количество продуктов питания, выращиваемых в Британии. Чтобы выращивать больше продуктов, на фермах требовалась дополнительная помощь, и поэтому в июле 1939 года правительство воссоздало Женскую земледельческую армию. Хотя она находилась в подчинении Министерство сельского хозяйства и рыболовства, почётной главой армии стала известная общественная деятельница леди Денман. Сначала помощи просили у добровольцев. Позже просьбы были дополнены призывом на военную службу, так что к 1944 году армия насчитывала более 80 000 членов.
Инес Дженкинс, помощник леди Деман во время создания Женской земледельческой армии, занимала должность главного административного директора до 1948 года. Последним руководителем Женской земледельческой армии была Эми Кёртис, суперинтендант Женской вспомогательной службы ВМС в Портсмуте с 1939 по 1944 год. Женская земледельческая армия просуществовала до своего официального роспуска 30 ноября 1950 года.
Большинство дружинниц Земледельческого корпуса уже жили в сельской местности, но более трети прибыли из Лондона и промышленных городов на севере Англии. В 1942 году было создано самостоятельное отделение для работы в лесной промышленности, официально известное как Женский лесной корпус, а его представительниц называли в народе как «Lumber Jills» (букв. «Лесные Джилл»). Женский лесной корпус был расформирован в 1946 году.
В 1943 году Амелии Кинг отказали во втуплении в армию, потому что она была чернокожей. Решение было отменено после того, как вопрос об этом поднял в Палате общин депутат от её округа Уолтер Эдвардс.

## Признание

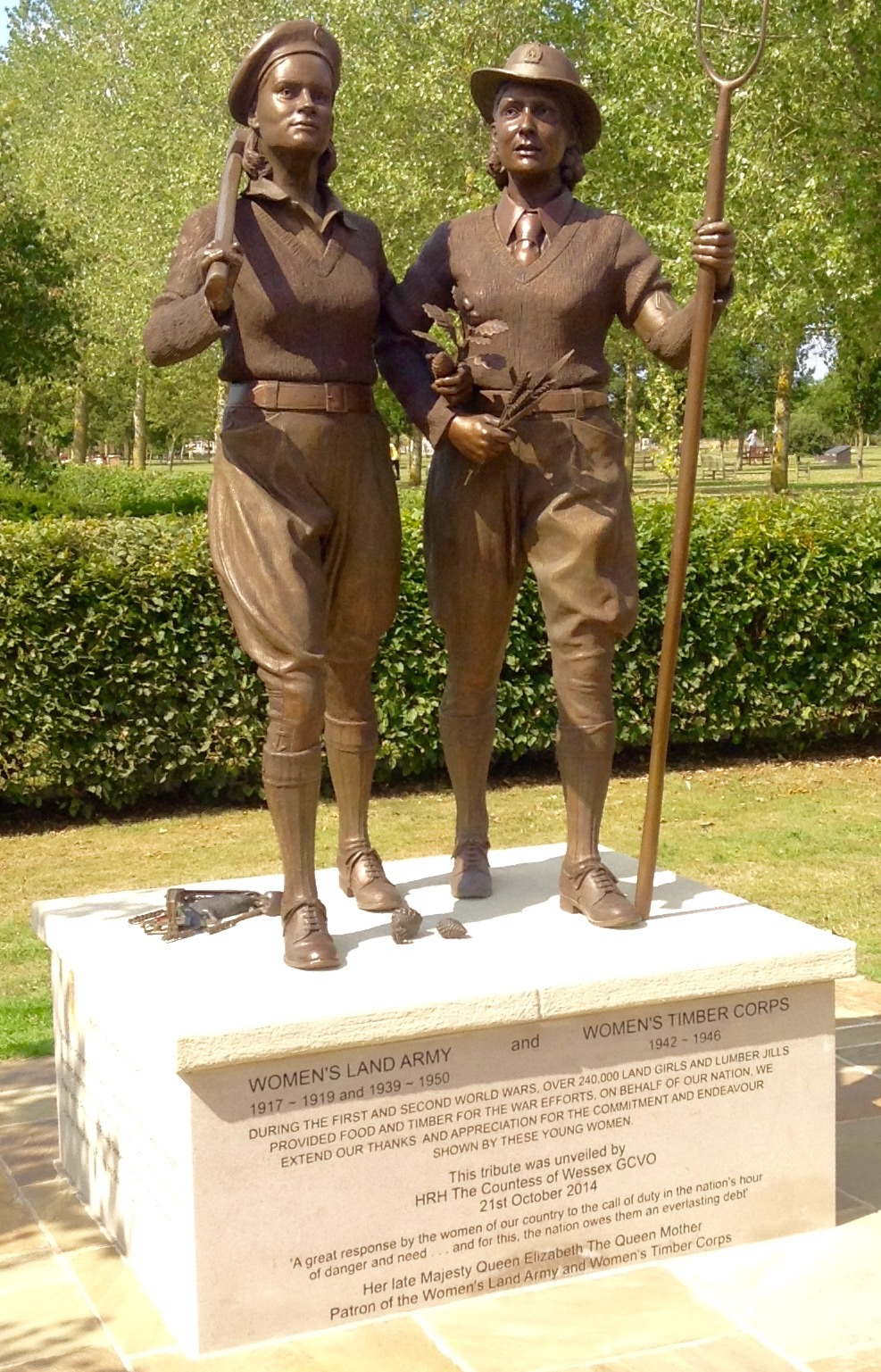
Статуя в Национальном мемориальном дендрарии.

В декабре 2007 года, после кампании бывшей дружинницы Земельного корпуса Хильды Гибсон, Министерство окружающей среды, продовольствия и сельского хозяйства объявило, что усилия Женской земледельческой армии и Женского лесного корпуса будут официально отмечены презентацией специально разработанного памятного ордена выжившим его членам. Почётный знак был вручен в июле 2008 года более чем 45 000 бывших дружинниц Земельного корпуса.
В октябре 2012 года принц Уэльский открыл первый мемориал WLA времен обеих мировых войн в шотландском поместье Фочаберс. Скульптура была создана Питером Нейлором. В октябре 2014 года в Национальном мемориальном дендрарии в Стаффордшире была открыта мемориальная статуя Женскому лесному корпусу и обоим воплощениям Женской земледельческой армии.

## В массовой культуре
Женская земледельческая армия была темой:
- фильма Пауэлла и Прессбурга «A Canterbury Tale[англ.]» 1944 года (в главной роли – Шейла Сим, одна из дружинниц Женской земледельческой армии)[11];
- ситкома канала ITV Back to the Lands[англ.] (1977—1978)[12];
- книги Анджелы Хут[англ.] Land Girls (1995 год) и фильма «Три англичанки за городом», снятого по мотивам книги Хут (1998 год)[13][14];
- драматического сериала производства BBC «Работницы[англ.] (2009—2011)[15];

Также она в значительной степени отображена в:
- 3-й серии 3-го сезона детективного сериала канала ITV «Война Фойла» (2004 год). Данная серия называется «Они сражались в полях»[16];
- детективном романе Джил Патон Уолш A Presumption of Death[англ.] 2002 года, где место действия происходит в самом начале Первой Мировой войны; сюжет крутится вокруг Хэрриет Вейн и Лорда Питера Уимзи, которые пытаются раскрыть убийство дружинницы земледельческого корпуса, приехавшей работать в деревню графства Хартфордшир[17];
- одной из серий британского драматического телесериала Play For Today[англ.] под названием Rainy Day Women.

## Галерея

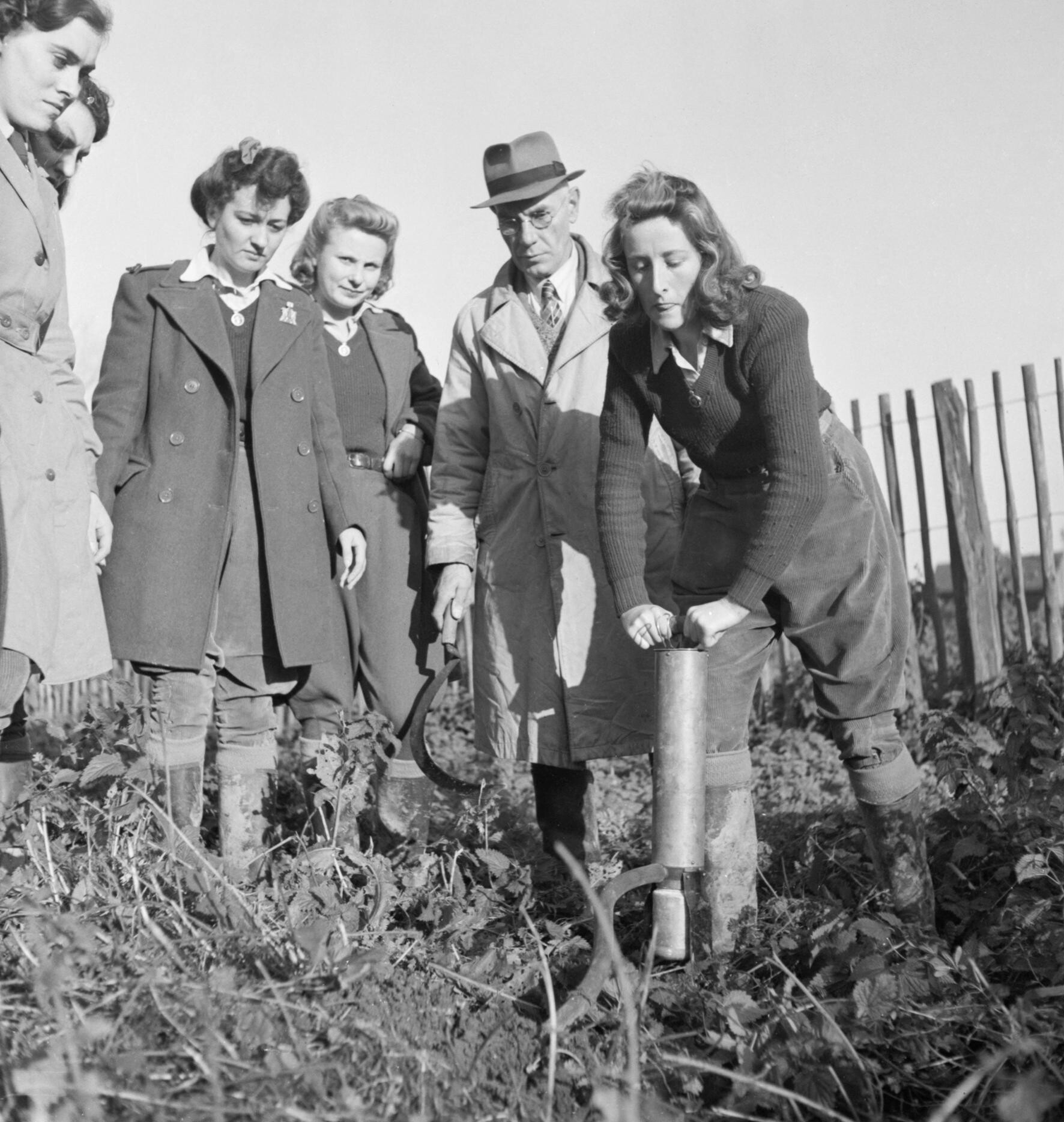
Борьба с грызунами с помощью газового насоса под наблюдением инструктора. Ферма в Сассексе
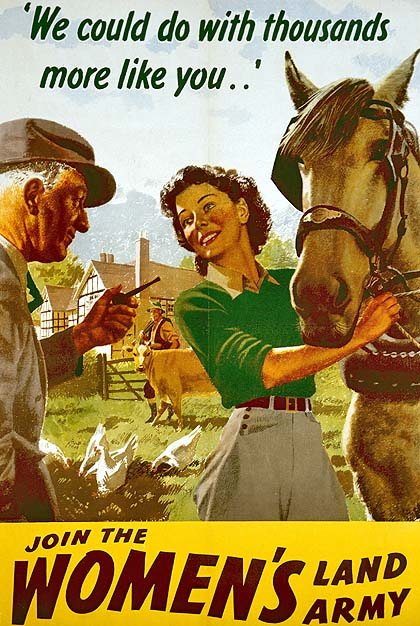
Плакат 1940 года
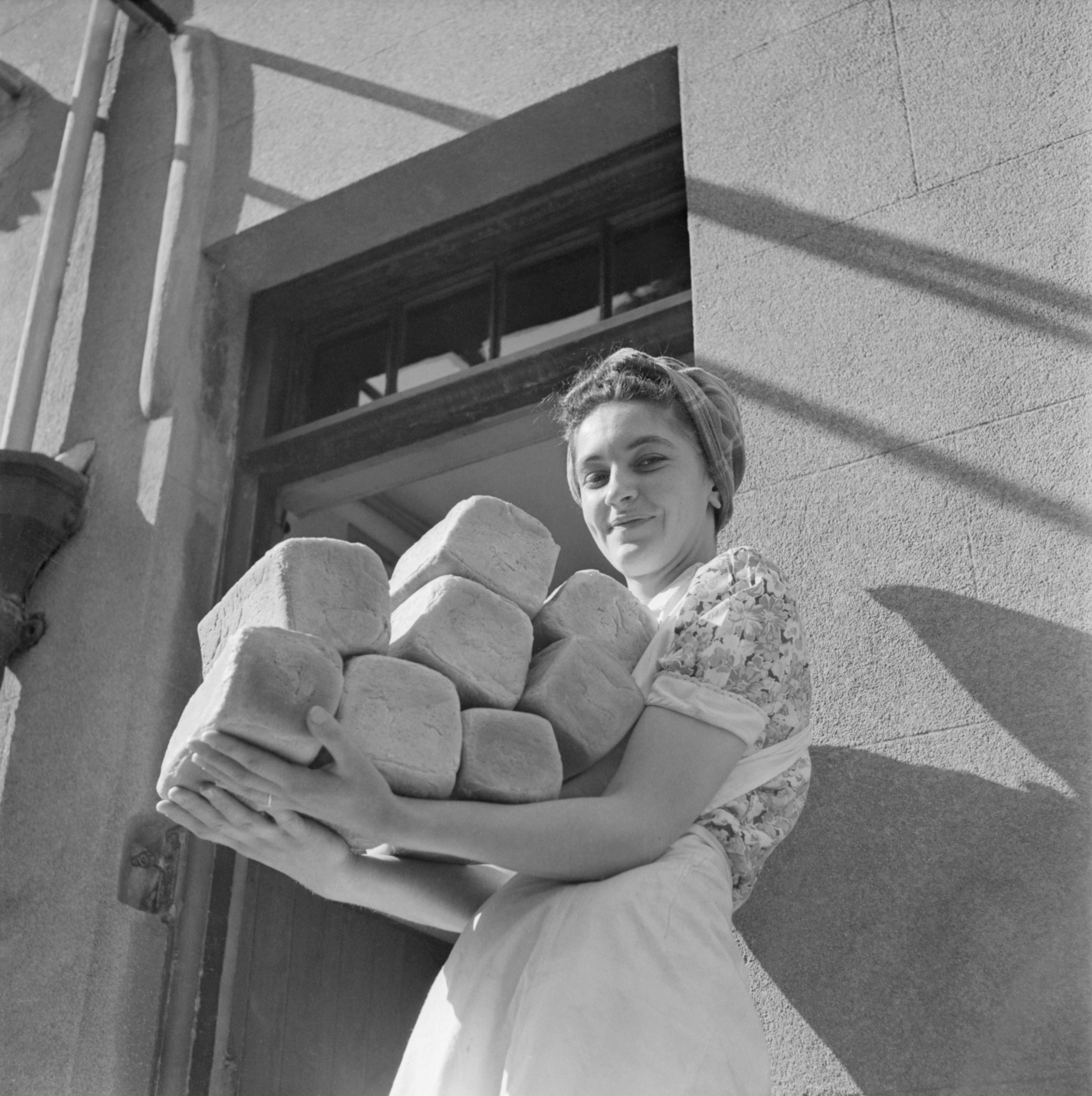
Пекарня в одном из пунктов размещения работниц
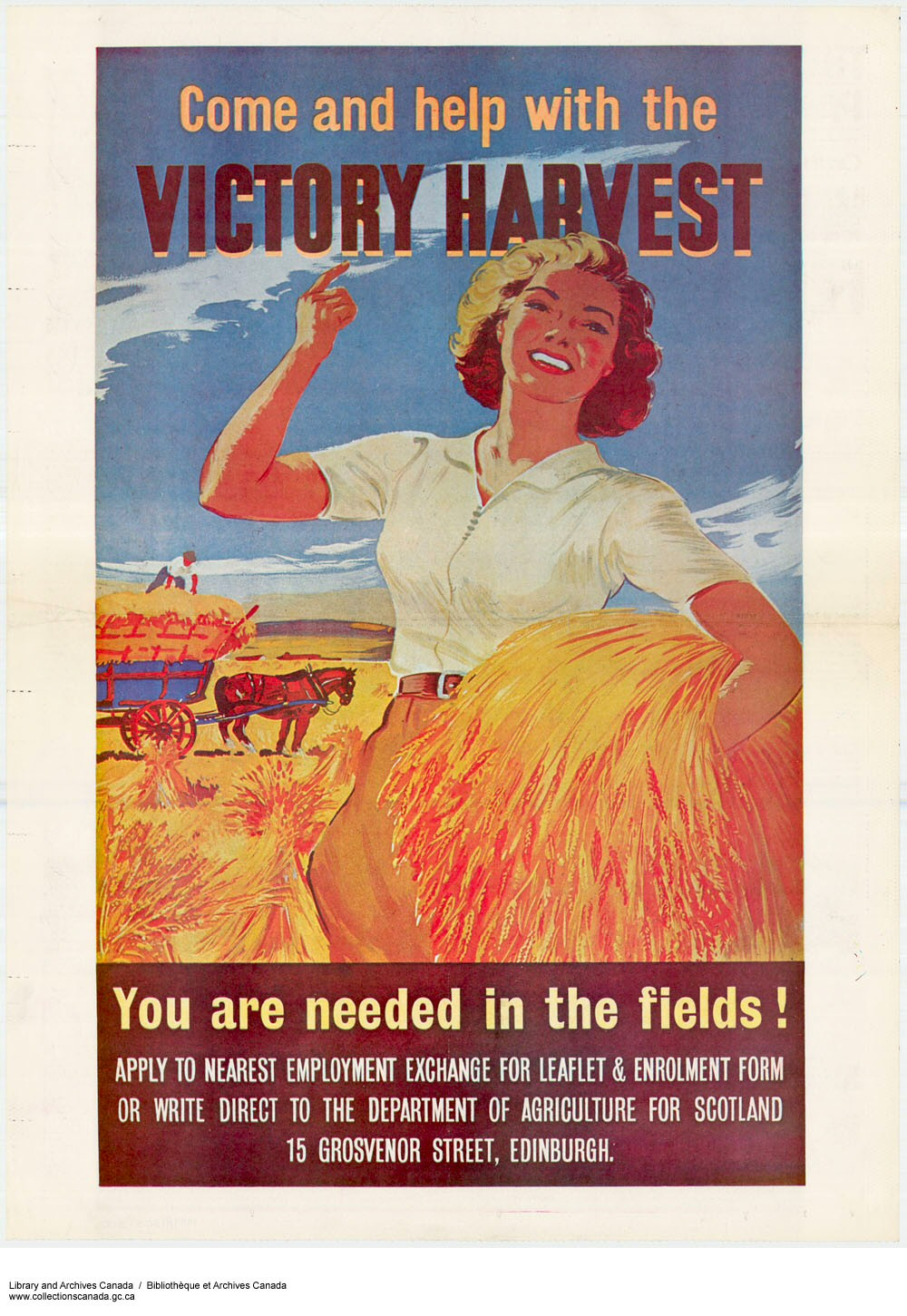
Плакат 1940 года «Приходите и помогите собрать Урожай Победы»
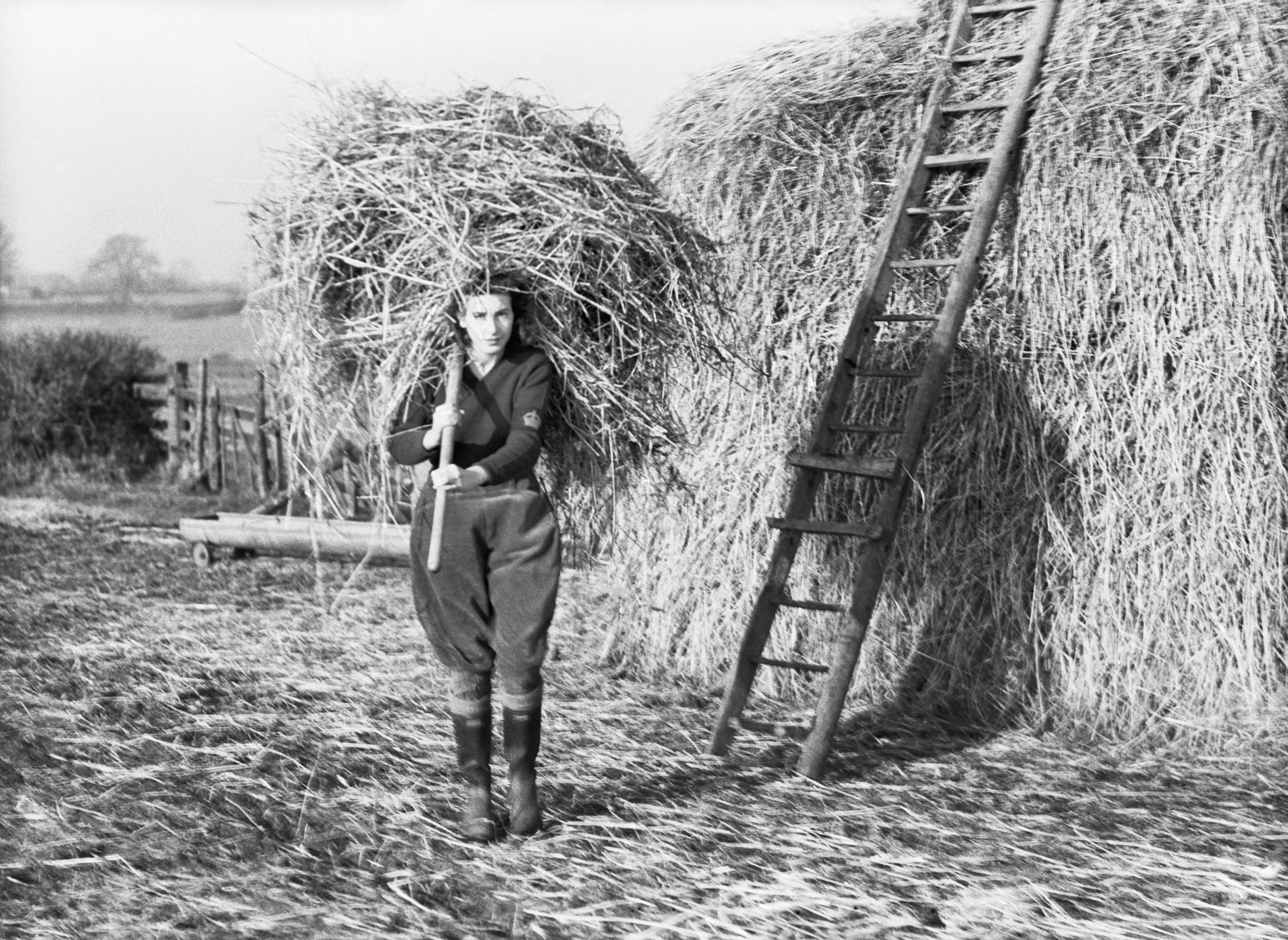
Работница WLA несёт сено на вилах, чтобы накормить скот в учебном центре WLA в Каннингтоне, Сомерсет
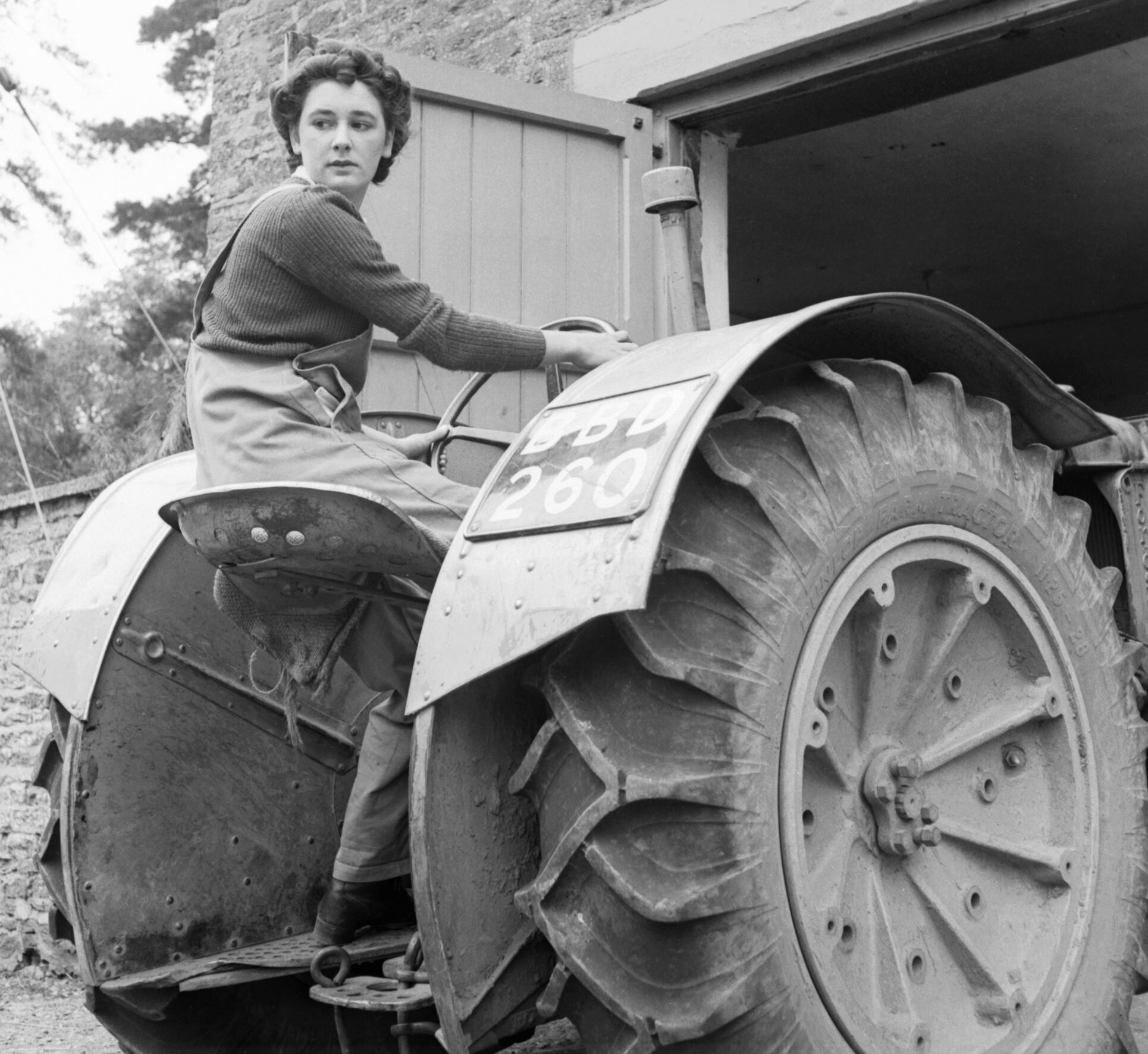
Обучение вождению трактора в Нортгемптонском сельскохозяйственном институте
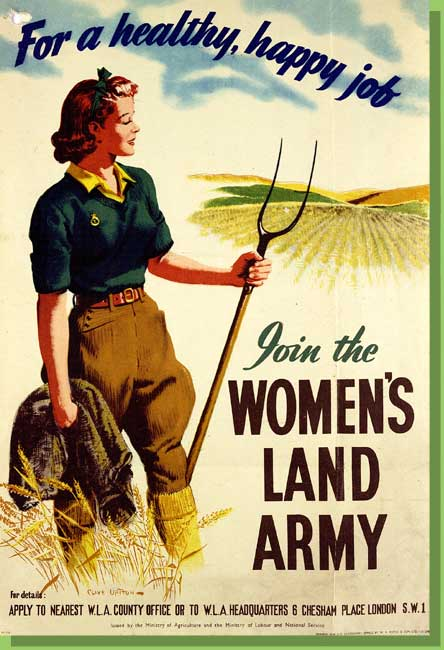
Плакат 1940 года
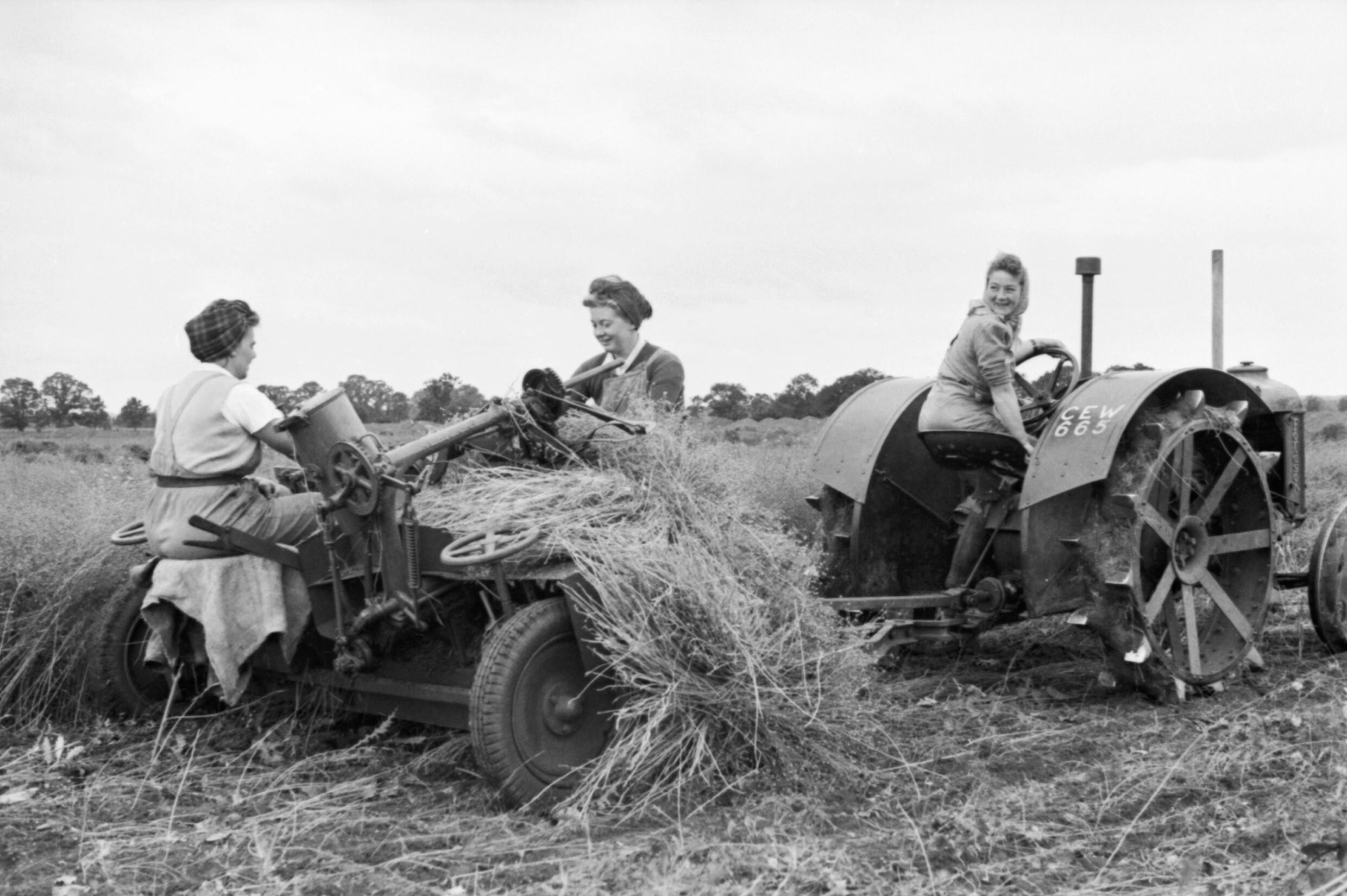
Члены Женской земледельческой армии собирают лён в Хантингдоншире, 1942 год
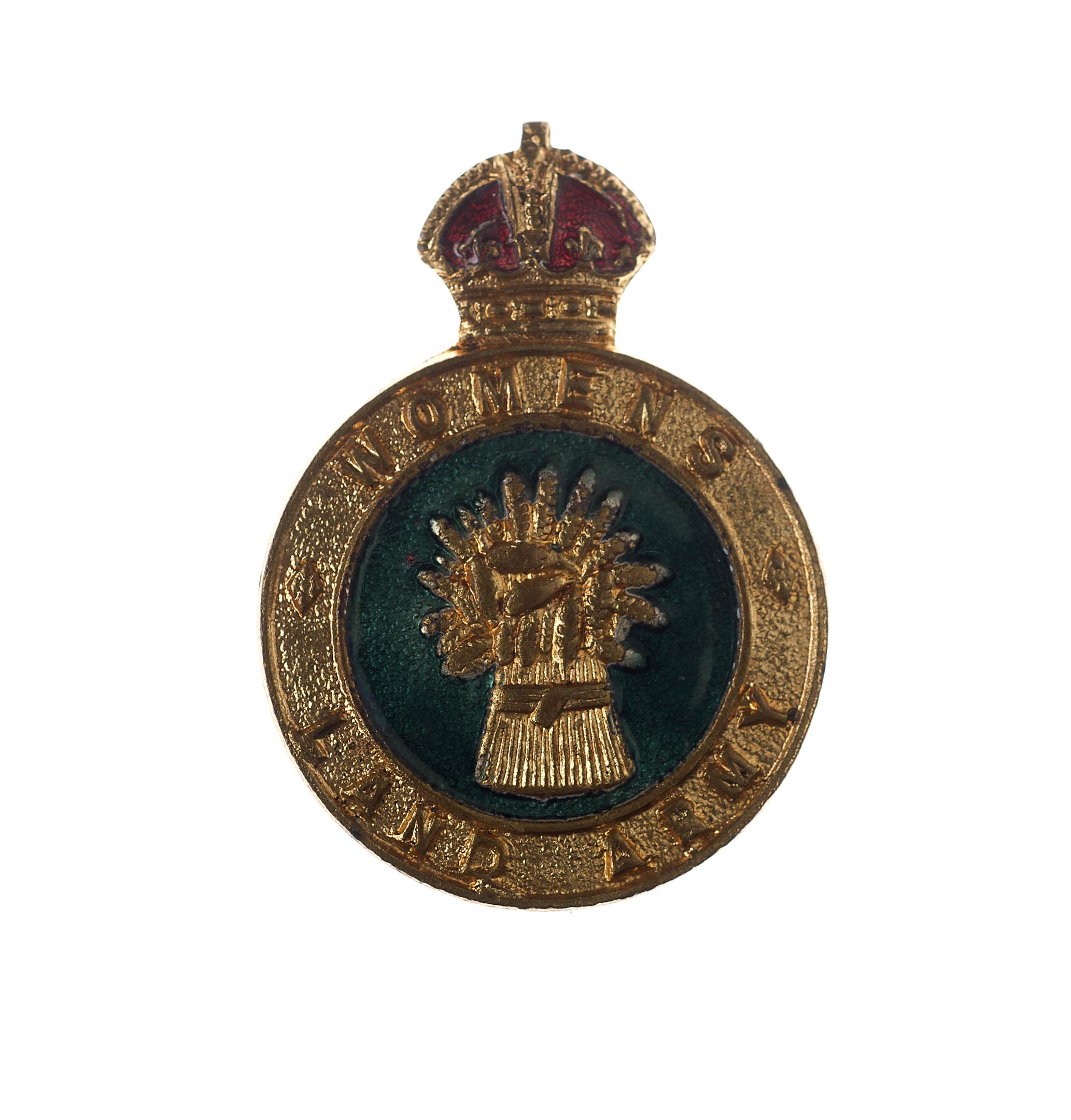
Почётный знак Женской земледельческой армии